# Dick Turpin (film 1974)
Dick Turpin e un film del 1974 diretto da Fernando Merino.

## Trama
Dick Turpin è un fuorilegge inglese che nel 18 secolo incita alla ribellione contro il conte di Belfort. Oltre a questo aiuta la figlia del tiranno a realizzare il suo sogno d'amore e sposarsi con Sean, erede del clan rivale dei McGregor.